# Gora Koordinirovannaja
Gora Koordinirovannaja (englische Transkription von russisch Гора Координированная Gora Koordinirowannaja, deutsch ‚Koordinierter Berg‘) ist ein Nunatak im ostantarktischen Mac-Robertson-Land. Er ragt westlich des Wilson Bluff am südlichen Ende des Lambert-Gletschers auf.
Russische Wissenschaftler benannten ihn.